# Växjö (commune)
La commune de Växjö est une commune de Suède dans le comté de Kronoberg. 87 212 personnes y vivent. Son siège se situe à Växjö.

## Localités principales
- Åby
- Åryd
- Gemla
- Ingelstad
- Lammhult
- Nöbbele
- Tävelsås
- Växjö

## Jumelages

### Scandinavie
- Åbenrå (Danemark)
- Lohja (Finlande)
- Skagaströnd (Islande)
- Ringerike (Norvège)

### Reste de l'Europe
- Kaunas (Lituanie)
- Almere (Pays-Bas)
- Pobiedziska (Pologne)
- Lancaster (Angleterre)
- Schwerin (Allemagne)

### Reste du monde
- Duluth (Minnesota) (États-Unis)